# Medicina preditiva
A medicina preditiva é uma área da medicina que envolve a previsão da probabilidade de doenças estabelecendo medidas preventivas para prevenir completamente a doença ou diminuir significativamente seu impacto sobre o paciente (como prevenir a mortalidade ou limitar a morbidade ). 
Enquanto existem diferentes metodologias de previsão, como genômica, proteômica e citômica, a maneira mais fundamental de prever doenças futuras é baseada na genética. Embora a proteômica e a citômica permitam a detecção precoce de doenças, muitas vezes elas detectam marcadores biológicos que existem porque o processo da doença já começou. Entretanto, testes genéticos abrangentes (como por meio do uso de matrizes de DNA ou sequenciamento completo do genoma ) permitem estimar o risco de doenças anos ou décadas antes de qualquer doença existir, ou até mesmo determinar se um feto saudável corre maior risco de desenvolver uma doença na adolescência ou na idade adulta. Indivíduos que são mais suscetíveis a doenças no futuro podem receber aconselhamento sobre estilo de vida ou medicamentos com o objetivo de prevenir a doença prevista.
As diretrizes atuais de testes genéticos apoiadas pelos profissionais de saúde desencorajam os testes genéticos puramente preditivos em menores de idade até que eles sejam competentes para compreender a relevância do rastreio genético, de modo a permitir-lhes participar na decisão sobre se é ou não apropriado para eles.  A triagem genética de recém-nascidos e crianças no campo da medicina preditiva é considerada apropriada se houver uma razão clínica convincente para fazê-lo, como a disponibilidade de prevenção ou tratamento na infância que evitaria doenças futuras.

## O objetivo
O objetivo da medicina preditiva é prever a probabilidade de doenças futuras para que os profissionais de saúde e os próprios pacientes possam ser proativos na aplicação de modificações no estilo de vida e maior vigilância médica, como exames de pele de corpo inteiro semestrais por um dermatologista ou clínico geral se o paciente apresentar risco aumentado de melanoma, um eletrocardiograma e exame cardiológico por um cardiologista se o paciente apresentar risco aumentado de arritmia cardíaca ou ressonâncias magnéticas ou mamografias alternadas a cada seis meses se o paciente apresentar risco aumentado de câncer de mama . A medicina preditiva é destinada tanto a indivíduos saudáveis ("saúde preditiva") quanto a pessoas com doenças ("medicina preditiva"), sendo seu propósito prever a suscetibilidade à uma doença específica e prever a progressão e a resposta ao tratamento de uma determinada doença.
Vários estudos de associação foram publicados na literatura científica que mostram associações entre variantes genéticas específicas no código genético de uma pessoa e uma doença específica. Estudos de associação e correlação descobriram que uma mulher com uma mutação no gene BRCA1 tem um risco cumulativo de câncer de mama de 65%.  Além disso, novos testes da Genetic Technologies LTD e da Phenogen Sciences Inc, comparando o DNA não codificador à exposição de uma mulher ao estrogênio ao longo da vida, agora podem determinar a probabilidade de uma mulher desenvolver câncer de mama com estrogênio positivo, também conhecido como câncer de mama esporádico (a forma mais prevalente de câncer de mama). Variantes genéticas no gene do fator V estão associadas a uma maior tendência à formação de coágulos sanguíneos, como a trombose venosa profunda (TVP).  Espera-se que os testes genéticos cheguem ao mercado mais rapidamente do que os novos medicamentos. A Myriad Genetics já está gerando receitas com testes genéticos para BRCA1 e BRCA2 . 
Além dos testes genéticos, a medicina preditiva utiliza uma ampla variedade de ferramentas para prever saúde e doença, incluindo avaliações de exercícios, nutrição, espiritualidade, qualidade de vida e assim por diante. Esta abordagem integrativa foi adoptada quando a Universidade Emory e o Instituto de Tecnologia da Geórgia fizeram uma parceria para lançar o Instituto de Saúde Preditiva .  A medicina preditiva muda o paradigma da medicina de reativa para proativa e tem o potencial de estender significativamente a duração da saúde e diminuir a incidência, a prevalência e o custo das doenças.

## Tipos
Tipos notáveis de medicina preditiva por meio de profissionais de saúde incluem:
- Triagem de portador: A triagem de portador é feita para identificar pessoas que carregam uma cópia de uma mutação genética que, quando presente em ambas as cópias, causa um distúrbio genético. Este tipo de teste é oferecido a indivíduos que têm distúrbios genéticos no histórico familiar ou a pessoas em grupos étnicos com risco aumentado de certas doenças genéticas. Se ambos os pais forem testados, o teste de portador pode fornecer informações sobre o risco de um casal ter um filho com um distúrbio genético.

- Teste diagnóstico : O teste diagnóstico é realizado para auxiliar no diagnóstico específico ou na detecção de uma doença. É frequentemente usado para confirmar um diagnóstico específico quando uma determinada condição é suspeita com base nas mutações e sintomas físicos do sujeito. A diversidade em testes diagnósticos varia de testes comuns em consultórios, como medição de pressão arterial e exames de urina, até protocolos mais invasivos, como biópsias .
- Triagem neonatal : a triagem neonatal é realizada logo após o nascimento para identificar distúrbios genéticos que podem ser tratados precocemente. Este teste em bebês para certos distúrbios é um dos usos mais difundidos da triagem genética - todos os estados dos EUA atualmente testam bebês para fenilcetonúria e hipotireoidismo congênito . A lei estadual dos EUA determina a coleta de uma amostra por meio de uma picada no calcanhar de um recém-nascido para obter sangue suficiente para preencher alguns círculos em papel de filtro etiquetado com os nomes do bebê, dos pais, do hospital e do médico responsável.
- Teste pré-natal : o teste pré-natal é usado para procurar doenças e condições em um feto ou embrião antes de ele nascer. Este tipo de teste é oferecido para casais que têm maior risco de ter um bebê com um distúrbio genético ou cromossômico. O rastreamento pode determinar o sexo do feto. Os testes pré-natais podem ajudar um casal a decidir se deve ou não abortar a gravidez. Assim como os testes diagnósticos, os testes pré-natais podem ser invasivos ou não invasivos. Técnicas não invasivas incluem exames do útero da mulher por meio de ultrassonografia ou exames de soro materno. Essas técnicas não invasivas podem avaliar o risco de uma condição, mas não podem determinar com certeza se o feto tem uma condição. Métodos pré-natais mais invasivos são ligeiramente mais arriscados para o feto e envolvem agulhas ou sondas inseridas na placenta ou amostragem de vilosidades coriônicas .

## Benefícios para a saúde
O futuro foco da medicina pode mudar do tratamento de doenças existentes, geralmente tardias, para a prevenção de doenças antes que elas se instalem. A saúde preditiva e a medicina preditiva são baseadas em probabilidades: embora avaliem a suscetibilidade a doenças, não são capazes de prever com 100% de certeza que uma doença específica ocorrerá. Ao contrário de muitas intervenções preventivas que são direcionadas a grupos (por exemplo, programas de imunização), a medicina preditiva é conduzida de forma individualizada. Por exemplo, o glaucoma é uma doença monogênica cuja detecção precoce pode permitir prevenir a perda permanente da visão. Espera-se que a medicina preditiva seja mais eficaz quando aplicada a doenças multifatoriais poligênicas prevalentes em países industrializados, como diabetes mellitus, hipertensão e infarto do miocárdio . Com o uso cuidadoso, os métodos de medicina preditiva, como os escaneamentos genéticos, podem ajudar a diagnosticar doenças genéticas hereditárias causadas por problemas com um único gene (como a fibrose cística ) e ajudar no tratamento precoce.  Algumas formas de câncer e doenças cardíacas são herdadas como doenças de gene único e algumas pessoas nessas famílias de alto risco também podem se beneficiar do acesso a testes genéticos. À medida que mais e mais genes associados ao aumento da suscetibilidade a certas doenças são relatados, a medicina preditiva se torna mais útil.

### Teste genético direto ao consumidor
O teste genético direto ao consumidor (DTC) permite que o consumidor examine seus próprios genes sem precisar passar por um profissional de saúde. Eles podem ser solicitados sem a permissão de um médico. A variedade de testes DTC varia desde aqueles que testam mutações associadas à fibrose cística até alelos de câncer de mama. Os testes DTC tornam a aplicabilidade da medicina preditiva muito real e acessível aos consumidores. Os benefícios dos testes DTC incluem acessibilidade, privacidade de informações genéticas e promoção de cuidados de saúde proativos. Os riscos de obter o teste DTC são a falta de regulamentação governamental e a interpretação de informações genéticas sem aconselhamento profissional.

## Limitações da medicina preditiva
Em um nível proteico, a estrutura é menos conservada que a sequência. Portanto, em muitas doenças, ter o gene defeituoso não significa necessariamente que alguém irá desenvolver a doença.  Doenças comuns e complexas na população em geral são afetadas não apenas pela hereditariedade, mas também por causas externas, como estilo de vida e ambiente. Portanto, os genes não são preditores perfeitos da saúde futura; indivíduos com a forma de alto risco do gene e aqueles sem ela são todos candidatos a desenvolver a doença. Vários fatores ambientais, em particular o tabagismo, a dieta e o exercício, a infecção e a poluição, desempenham papéis importantes e podem ser mais importantes do que a constituição genética.  Isso torna os resultados e riscos determinados pela medicina preditiva mais difíceis de quantificar. Além disso, os potenciais falsos positivos ou falsos negativos que podem surgir de uma triagem genética preditiva podem causar uma tensão desnecessária substancial no indivíduo.
Direcionar medicamentos para pessoas que são geneticamente suscetíveis a uma doença, mas ainda não apresentam os sintomas dela, pode ser uma medida questionável. Em grandes populações, há a preocupação de que provavelmente a maioria das pessoas que tomam medicamentos preventivos nunca desenvolveriam a doença. Muitos medicamentos causam efeitos colaterais indesejáveis com os quais indivíduos de alto risco precisam lidar. Em contraste, várias medidas de prevenção baseadas na população (como incentivar dietas saudáveis ou proibir a publicidade do tabaco) apresentam uma probabilidade muito menor de efeitos adversos e também são menos dispendiosas.
Outra possível desvantagem dos testes genéticos disponíveis comercialmente está nos impactos psicológicos do acesso a esses dados. No caso de doenças hereditárias de um único gene, o acompanhamento e o direito de recusar um teste (o direito de "não saber") foram considerados importantes.  No entanto, pode ser difícil empregar um acompanhamento individual adequado para a proporção potencialmente grande da população que provavelmente será identificada como de alto risco de doença complexa comum. Algumas pessoas são vulneráveis a reações psicológicas adversas a previsões genéticas de condições estigmatizadas ou temidas, como câncer ou doença mental.

## Ética e direito
A medicina preditiva introduz uma série de questões jurídicas e éticas sensíveis.  Há um equilíbrio delicado que habita a medicina preditiva e a saúde ocupacional: se um funcionário fosse demitido por ter sido considerado exposto a um determinado agente químico usado em seu local de trabalho, sua demissão seria considerada discriminação ou um ato de prevenção? Várias organizações acreditam que é necessária legislação para impedir que seguradoras e empregadores usem resultados de testes genéticos preditivos para decidir quem obtém seguro ou um emprego: "Considerações éticas e legais são fundamentais para toda a questão dos testes genéticos. As consequências para os indivíduos em relação ao seguro e ao emprego também são da maior importância, juntamente com as implicações com estigmas e discriminações."  No futuro, as pessoas podem ser obrigadas a revelar previsões genéticas sobre sua saúde aos seus empregadores ou seguradoras. A perspectiva sombria de discriminação com base na constituição genética de uma pessoa pode levar a uma “subclasse genética” que não recebe oportunidades iguais de seguro e emprego. 
Atualmente, nos Estados Unidos, as seguradoras de saúde não exigem que os candidatos aos seus serviços sejam submetidos a testes genéticos. As informações genéticas estão sob a mesma proteção de confidencialidade que outras informações de saúde sensíveis, segundo a Lei de Portabilidade e Responsabilidade de Seguros de Saúde (HIPAA), quando as seguradoras de saúde obtém acesso a elas.

### Citações
1. ↑  «Predictive medicine: Genes indicate diseases before symptoms do». Consultado em 24 de fevereiro de 2009. Arquivado do original em 27 de dezembro de 2010
2. ↑  Borry P; Evers-Kiebooms G; Cornel MC; Clarke A;  et al. (June 2009). «Genetic testing in asymptomatic minors: background considerations towards ESHG Recommendations». Eur. J. Hum. Genet. 17 (6): 711–9. PMC 2947094. PMID 19277061. doi:10.1038/ejhg.2009.25 Verifique data em: |data= (ajuda)
3. ↑  Antoniou A; Pharoah PD; Narod S;  et al. (May 2003). «Average risks of breast and ovarian cancer associated with BRCA1 or BRCA2 mutations detected in case Series unselected for family history: a combined analysis of 22 studies». Am. J. Hum. Genet. 72 (5): 1117–30. PMC 1180265. PMID 12677558. doi:10.1086/375033 Verifique data em: |data= (ajuda)
4. ↑  «Recurrent episodes of deep vein thrombosis in a young man | DocGuide»
5. ↑  «BRCA Gene Mutations: Cancer Risk and Genetic Testing Fact Sheet - National Cancer Institute». 25 November 2020 Verifique data em: |data= (ajuda)
6. ↑  «Emory-Georgia Tech Predictive Health Institute»
7. ↑  «Genetics and 'Predictive Medicine': Selling Pills, Ignoring Causes». 23 January 2003 Verifique data em: |data= (ajuda)
8. ↑  Vineis P; Schulte P; McMichael AJ (March 2001). «Misconceptions about the use of genetic tests in populations». Lancet. 357 (9257): 709–12. PMID 11247571. doi:10.1016/S0140-6736(00)04136-2 Verifique data em: |data= (ajuda)
9. ↑  Baird P (2001). «The Human Genome Project, genetics and health». Community Genet. 4 (2): 77–80. PMID 12751482. doi:10.1159/000051161 Verifique o valor de |url-access=subscription (ajuda)
10. ↑  Marteau TM; Lerman C (April 2001). «Genetic risk and behavioural change». BMJ. 322 (7293): 1056–9. PMC 1120191. PMID 11325776. doi:10.1136/bmj.322.7293.1056 Verifique data em: |data= (ajuda)
11. ↑  Dausset J (March 1997). «[Predictive medicine and its ethics]». Pathol. Biol. (em francês). 45 (3): 199–204. PMID 9296063 Verifique data em: |data= (ajuda)
12. ↑  Schulte PA; Lomax GP; Ward EM; Colligan MJ (August 1999). «Ethical issues in the use of genetic markers in occupational epidemiologic research». J. Occup. Environ. Med. 41 (8): 639–46. PMID 10457506. doi:10.1097/00043764-199908000-00005 Verifique data em: |data= (ajuda)